# Rauhkarlspitze
Die Rauhkarlspitze (auch Raukarlspitze) ist ein Gipfel der Hinterautal-Vomper-Kette. Sie liegt zwischen der Kaltwasserkarspitze im Westen und der Moserkarspitze im Osten. Ihr Gipfelaufbau besteht aus dem 2618 m ü. A. hohen Westgipfel und dem 2619 m ü. A. hohen Ostgipfel. Nach Norden fällt die Rauhkarlspitze steil zum Kleinen Ahornboden ab.
Die Erstbesteigung erfolgte 1882 durch H. Camelly und C. Probst.
Der leichteste Aufstieg erfolgt vom Moserkar über einen Steig ins Rauhkarl (auch Raukarl) und weiter über unschwierige Schutt- und Schrofenhänge weglos zum Ostgrat und über diesen zum Gipfel (I UIAA).